# Luis Walter Alvarez

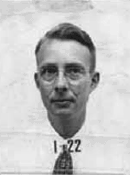
Luis Alvarez (Foto auf seinem Los-Alamos-Dienstausweis während des Zweiten Weltkrieges)

Luis Walter Alvarez (* 13. Juni 1911 in San Francisco, Kalifornien; † 1. September 1988 in Berkeley, Kalifornien) war ein amerikanischer Physiker, Erfinder und Nobelpreisträger.

## Leben
Er war der Sohn eines in den ganzen USA durch seine Kolumnen als „Amerikas Familiendoktor“ bekannten Arztes Walter Alvarez (1884–1978), der damals an der Universität von San Francisco in der medizinischen Forschung arbeitete. Sein Großvater stammte aus Spanien, wanderte aber über Kuba in die USA aus, wo er durch Immobilienhandel in Los Angeles reich wurde. Seine Mutter stammte aus einer irischen Missionarsfamilie in China.
Die Familie zog von San Francisco nach Rochester (Minnesota), wo sein Vater an der Mayo Klinik arbeitete. Er studierte ab 1928 an der Universität Chicago, wo er 1934 sein Diplom (Master) und 1936 seinen Doktor bei Arthur Compton mit einer Arbeit über Beugungsgitter machte. Die meiste Zeit seiner Karriere war er Professor an der University of Berkeley in Kalifornien, wo er gleich nach seiner Promotion 1936 mit Ernest Lawrence zusammenarbeitete, 1938 Assistant Professor und 1945 Professor wurde. 1978 emeritierte er. 1988 starb er an Krebs.
Im Zweiten Weltkrieg war er 1940 bis 1943 am Radiation Laboratory des MIT, ab 1943 im Metallurgischen Laboratorium in Chicago als Mitarbeiter des Manhattan Projects und ab 1944 in Los Alamos. 1954 bis 1959 war er Associate Director des Radiation Laboratory der Universität Berkeley und 1976 bis 1978 Associate Director des Lawrence Berkeley National Laboratory.
Alvarez war ein passionierter Privatflieger und Golfer. Er war seit 1936 mit Geraldine Smithwick verheiratet und hatte zwei Kinder, Walter und Jean. Die Ehe ging in den langen Trennungszeiten in Kriegszeiten auseinander. Seit 1958 war er mit Janet Landis verheiratet und hatte zwei weitere Kinder, Donald und Helen.
1938 wurde er Fellow der American Physical Society. Er war seit 1947 Mitglied der National Academy of Sciences, seit 1953 der American Philosophical Society und seit 1958 der American Academy of Arts and Sciences. 1947 erhielt er die Medal for Merit, 1963 die National Medal of Science und 1987 den Enrico-Fermi-Preis. 1973 war er im Science Advisory Committee des US-Präsidenten. 1969 war er Präsident der American Physical Society.
Zu seinen Doktoranden gehört Frank Crawford.

## Werk
Schon als Student entdeckte er mit anderen den „Ost-West-Effekt“ in der Kosmischen Strahlung. Die unterschiedliche Intensität je nach Himmelsrichtung deutet auf einen Anteil positiv geladener Teilchen in dieser Strahlung. 1937 konnte er erstmals den so genannten Elektroneneinfang nachweisen, den 1935 Hideki Yukawa vorausgesagt hatte. 1939 bestimmte er gemeinsam mit Felix Bloch das magnetische Moment des Neutrons, wozu sie einen Strahl langsamer Neutronen erzeugen mussten. Ebenfalls 1939 entdeckte er das 1934 von Mark Oliphant vorhergesagte Wasserstoff-Isotop Tritium, das später für die Kernfusion wichtig wurde.

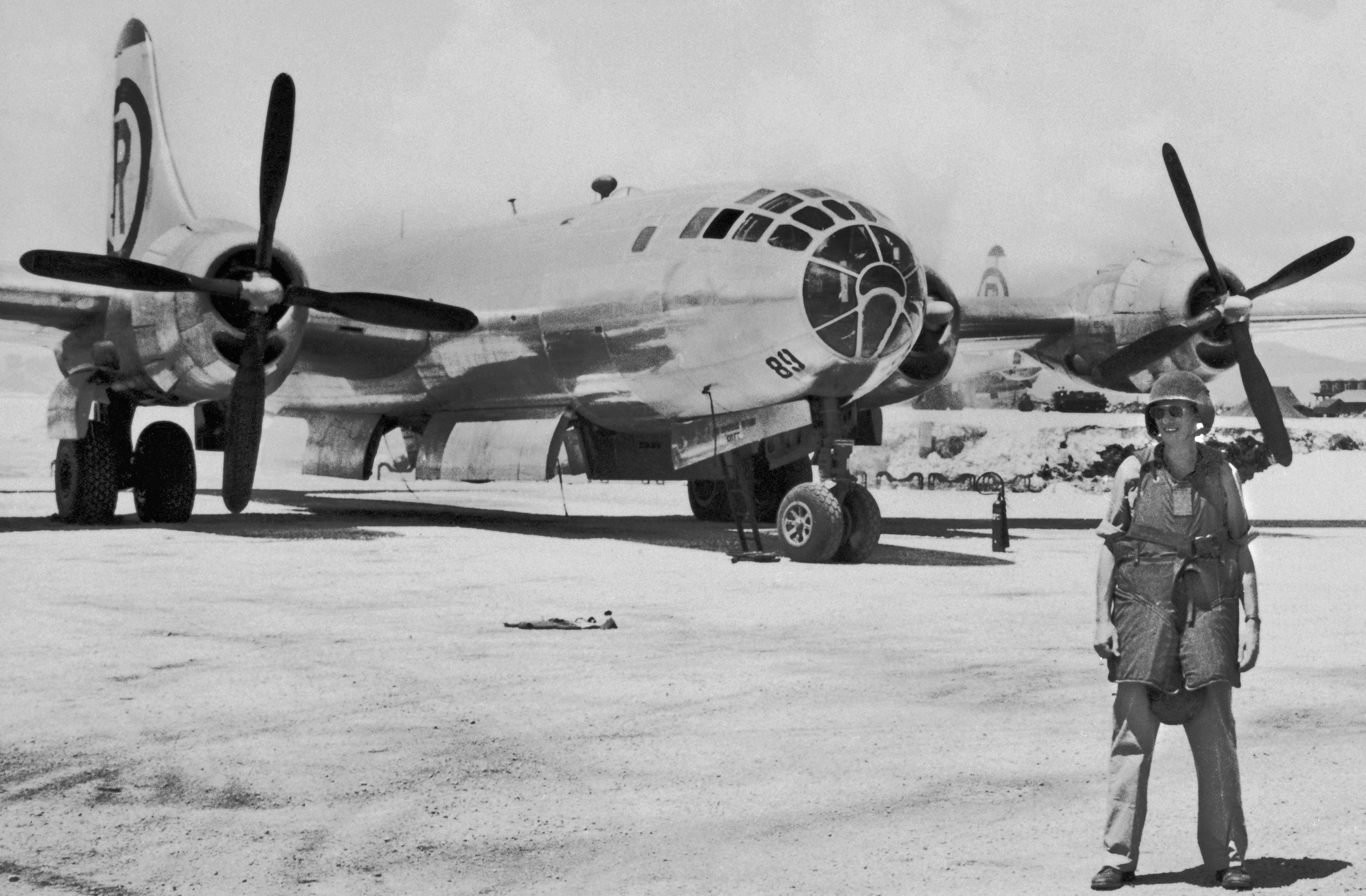
Luis Alvarez vor dem B-29 Bomber „The Great Artiste“

Während des Zweiten Weltkrieges arbeitete er an der Entwicklung der Atombombe und des Radars mit. Am MIT „Radiation Lab“, wo er 1940 seine Arbeit für das Militär begann, entwickelte er drei Radarsysteme. Eines für ein sicheres Landesystem für Flugzeuge bei schlechter Sicht (GCA, Ground Controlled Approach), wofür ein Radar mit schmaler Strahlungskeule (narrow beam radar) entwickelt werden musste. Ein anderes (genannt Eagle) diente zur Ortung und Bombardierung von Objekten am Boden vom Flugzeug aus, ein drittes diente der Luftabwehr bzw. Luftüberwachung (Microwave early warning system). Beim Manhattan-Projekt, an dem er ab 1943 mitarbeitete, entwickelte er den elektrischen Zündmechanismus für die Plutoniumbomben und war später Mitglied der wissenschaftlichen Delegation, die die Auswirkungen in Hiroshima und Nagasaki untersuchte, u. a. war er als wissenschaftlicher Beobachter an Bord des B-29 Bombers „The Great Artiste“, der die „Enola Gay“ beim Abwurf auf Hiroshima begleitete. Alvarez war über die Auswirkungen bestürzt, befürwortete aber den Einsatz der Bomben zur Abkürzung des Krieges.
Nach dem Krieg entwickelte er den Protonen-Linearbeschleuniger in Berkeley, der ab 1947 im Einsatz war. Außerdem war er in Berkeley Mitentwickler der ersten Synchrotrone. Ab 1950 wandte er sich der Detektor-Entwicklung zu.
Alvarez erhielt 1968 den Nobelpreis für Physik „für seinen entscheidenden Beitrag zur Elementarteilchenphysik, insbesondere seine Entdeckung einer großen Anzahl von Resonanzzuständen, ermöglicht durch seine Entwicklung von Techniken für die Wasserstoff-Blasenkammer und in der Datenanalyse“. Alvarez verbesserte Donald Glasers Blasenkammer (flüssiger Wasserstoff statt Äther, Bau immer größerer und raffinierterer Kammern) und war vor allem für die Entwicklung schneller Datenerfassungs-Elektronik verantwortlich, mit der die Entdeckung dieser sehr kurzlebigen Teilchen erst möglich wurde. Er entwickelte Verzögerungsmechanismen für die elektronischen Impulse und Computerprogramme für die Ausfilterung der signifikanten Ereignisse. Im Zuge dieser Forschungen entdeckte er 1961 das Omega-Meson, das wichtig war für die Bestätigung des Quark-Modells.

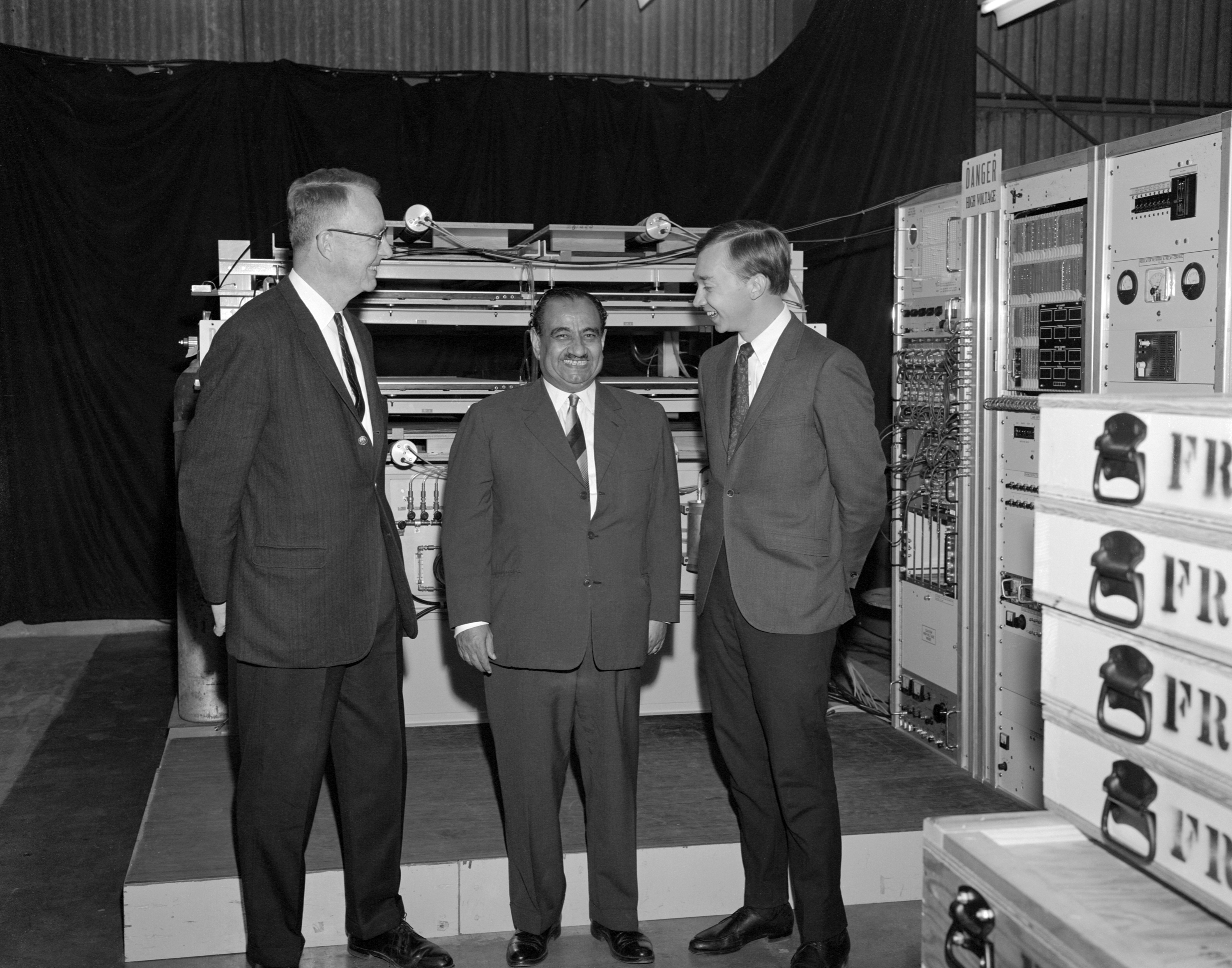
Luis Alvarez, Ahmed Fakhry und Jerry Anderson mit der Ausrüstung für das Pyramiden-Projekt

1965–1969 versuchte Alvarez mit Hilfe von Messungen der Kosmischen Höhenstrahlung herauszufinden, ob sich in der Chephren-Pyramide in Ägypten unentdeckte Kammern befinden. Er maß die Abschwächung der Myonen in einer Kammer unterhalb der Pyramide je nach Einfallsrichtung und verglich die Daten mit einer Simulation. Alvarez behauptete bewiesen zu haben, dass keine solche Kammern vorhanden waren. Französische Architekten fanden jedoch später, dass die Alvarez-Methode die Hauptgrabkammern der Cheops-Pyramide übersehen hätten, da der dort verwendete Granit die Effekte der Hohlräume im Kalkstein fast ausglich.
Alvarez unterstützte die Warren-Kommission zur Untersuchung der Kennedy-Ermordung. Er analysierte auch den Zapruder-Film und kam zu dem Ergebnis, dass die Fakten mit der Alleintäterschaft von Lee Harvey Oswald vereinbar sind (insbesondere das Nach-Hinten-Schleudern des Kopfes).
Von Luis Alvarez und seinem Sohn, dem Geologen Walter Alvarez, stammt auch die 1980 aufgestellte Theorie, dass ein Meteoriteneinschlag für das Massenaussterben der Dinosaurier verantwortlich sei (siehe auch: KT-Impakt). Dazu maßen sie den weltweit anomal hohen Iridium-Anteil in der Grenzschicht von Kreidezeit zu Tertiär, der nur durch außerirdische Herkunft zu erklären ist.
Er ist auch Erfinder einer Linse mit variablem Brennpunkt (variable focus thin lense), eines Farbfernsehsystems und erfand eine elektronische „in door“-Golfmaschine für Präsident Dwight D. Eisenhower. Mit seinem Studenten Jake Wiens entwickelte er eine Quecksilberdampflampe, deren Wellenlänge vom „National Bureau of Standards“ in den USA als Längenmaßstab gewählt wurde. Für seine Erfindungen (22 Patente) wurde er 1978 in die „National Inventors Hall of Fame“ aufgenommen. 1988 wurde der Asteroid (3581) Alvarez nach ihm benannt.